# 敷根立頼
敷根 立頼（しきね たつより）は、安土桃山時代から江戸時代前期にかけての薩摩国島津氏庶流で薩摩藩士。大隅国の国人で土岐氏末裔の敷根氏を継いだ。

## 生涯
島津庶流の島津忠長の三男として誕生したが、慶長3年（1598年）に敷根氏15代の敷根頼元が男子の無いまま慶長の役出征中に溺死していたことから、翌慶長4年（1599年）4月に主命により、頼元の娘婿となりその家督を継いだ。また同年8月、田上（現・鹿児島県垂水市）より高隈（現・鹿児島県鹿屋市）へ移封となった。
慶長15年（1610年）1月、実父に代わり1年間江戸に人質として入り、翌年に薩摩へ帰国する際に、徳川家康より太刀・脇差・青毛の馬・衣服などを拝領している。また、慶長18年（1613年）、実兄の久元より心付けとして500石を与えられている。慶長19年（1614年）、高隈在番から鹿児島在勤を命じられ、その冬に高隈から市成（現・鹿屋市輝北町市成）へ移封となり、以降は串良（現・鹿屋市串良町）・伊集院（現・日置市伊集院町）・大口（現・伊佐市大口）などの地頭を歴任した。
元和2年（1616年）、徳川家康が死去すると、このとき伊勢貞昌と共に駿府にいた立頼は、遺品として衣服を5着ずつ拝領している。
寛永4年（1627年）に死去した。享年43。家督は嫡子の頼国が継いだが、頼国もその6年後に嗣子なく早世するため、名跡は次男の久頼の系統が継ぎ、後に島津姓を許されて市成島津家となる。